# Germanes Elhers
Les germanes Elhers foren Adriana Elhers (Veracruz, 1903 - Guadalajara, 1972) i Dolores Elhers (Veracruz, 1903 - Guadalajara, 13 de febrer de 1983), ambdues dedicades, entre altres activitats, al cinema de Mèxic, en el qual van ser pioneres. En aquest rubro van treballar juntes i van destacar per crear el primer laboratori cinematogràfic del govern mexicà.
A causa de dificultats econòmiques, van haver de viure amb una altra família en el port de Veracruz. En aquest port van donar suport a la Revolució Mexicana, on Adriana Elhers va començar a treballar en un estudi fotogràfic on va aprendre aquesta activitat. Després, van decidir instal·lar un taller de fotografia propi, visitat pel president Venustiano Carranza, qui agraït per la qualitat del treball de les germanes en un retrat que li van fer, els va atorgar una beca per estudiar a l'estranger. En 1916 van viatjar a Boston, on van arribar el 4 de setembre de 1916 i van estudiar cinematografia durant tres anys. A Nova York, gràcies a la continuació de la beca del govern de Mèxic, van acabar els seus coneixements sobre cinema en els estudis d'Universal Studios.
A la seva tornada a Mèxic en 1920 van instal·lar la Casa Elhers a la Ciutat de Mèxic, on venien els productes cinematogràfics de la marca Nicholas Power Company. Adriana va ser triada pel govern de Mèxic com a cap del Departament de Censura, en tant Dolores del de Cinematografia del recentment establert govern, encapçalat per Adolfo de la Huerta.

## Filmografia
- Un paseo en tranvía en la Ciudad de México, 1920
- El agua potable en la Ciudad de México, 1920
- La industria del petróleo, 1920
- Las pirámites de Teotihuacán, 1921
- Museo de Arqueología, 1921
- Servicio postal en la Ciudad de México, 1921
- Real España vs Real Madrid, 1921